# J. R. Moehringer
John Joseph "J.R." Moehringer (New York, Estados Unidos, 7 de diciembre de 1964) es un periodista y escritor estadounidense. Ha recibido varios premios literarios entre los que destaca el Premio Pulitzer de Periodismo en 2000.

## Biografía
Es corresponsal nacional del diario Los Angeles Times, de Los Ángeles, California.
Se graduó en 1986 de la Universidad Yale. Moehringer comenzó su carrera en el periodismo como asistente de noticias del diario The New York Times.
Su libro The Tender Bar fue publicado en 2005 y en español fue traducido como El bar de las grandes esperanzas. Fue un éxito de ventas y trata sobre sus memorias de la vida juvenil cuando tenía 20 años.

En 2007 se hizo la película Resurrecting the Champ (El último asalto) basado en un artículo de Moehringer sobre la vida del exboxeador Bob Satterfield publicado en la revista Los Angeles Times Magazine. El film fue protagonizado por las estrellas Samuel L. Jackson, Josh Hartnett y Alan Alda y dirigida por Rod Lurie.
En 2008 vivió en Las Vegas (Nevada), donde fue negro del libro Open, mi historia, la autobiografía del tenista estadounidense Andre Agassi; posteriormente, ya considerado el mejor negro del mundo, escribió la autobiografía del duque de Sussex.

## Premios
- 1997, Literary Award, PEN Center USA West
- 1997, Livingston Award para Jóvenes Periodistas
- 2000, Premio Pulitzer de Periodismo[1]

### Libros
- 2005, The Tender Bar. New York: Hyperion. ISBN 1401300642 - ISBN 978-1401300647
- 2019, A plena luz, novela inspirada en el atracador de bancos de los años 1920 y 30, Willie Sutton. ISBN 9788416261390

### Revistas
- Resurrecting the Champ. Los Angeles Times Magazine (4 de mayo de 1997)

## Enlaces
- Wikiquote alberga frases célebres de o sobre J. R. Moehringer.

- Datos: Q345764